# Juri Nikolajewitsch Kochanez
Juri Nikolajewitsch Kochanez (russisch Юрий Николаевич Коханец, wiss. Transliteration Jurij Nikolaevič Kochanec; * 15. Februar 1972 in Astana) ist ein ehemaliger russisch-kasachischer Eisschnellläufer.

## Werdegang
Kochanez startete von 1991 bis 1995 für den kasachischen Verband und wurde im Jahr 1992 über 10000 m sowie im Großen-Vierkampf kasachischer Meister. Ab der Saison 1995/96 startete er für den russischen Verband und siegte dabei bei den russischen Meisterschaften im Großen-Vierkampf und kam bei der Mehrkampfeuropameisterschaft 1996 in Heerenveen auf den 20. Platz im Großen-Vierkampf. In der Saison 1996/97 nahm er in Berlin erstmals am Eisschnelllauf-Weltcup teil, wobei er den 27. Platz über 5000 m errang und lief bei den Einzelstreckenweltmeisterschaften 1997 in Warschau auf den sechsten Platz über 10000 m. In der folgenden Saison erreichte er in Innsbruck mit dem sechsten Platz über 10000 m seine erste Top-Zehn-Platzierung im Weltcup und belegte bei den Olympischen Winterspielen 1998 in Nagano den 22. Platz über 5000 m. In den folgenden Jahren siegte er bei den kasachischen Meisterschaften 2001 im Großen-Vierkampf und errang bei den Olympischen Winterspielen 2002 in Salt Lake City den 27. Platz über 5000 m. In der Saison 2002/03 erreichte er in Heerenveen mit dem vierten Platz über 10000 m sein bestes Ergebnis im Weltcup und mit dem 11. Platz in der Weltcupwertung über 5000/10000 m sein bestes Gesamtergebnis. Beim Saisonhöhepunkt, den Einzelstreckenweltmeisterschaften 2003 in Berlin, wurde er Fünfter über 10000 m. In der Saison 2003/04 siegte er bei den russischen Meisterschaften über 10000 m und  kam bei den Einzelstreckenweltmeisterschaften 2004 in Seoul auf den zehnten Platz über 10000 m. Bei den Einzelstreckenweltmeisterschaften im folgenden Jahr in Inzell belegte er den 16. Platz über 5000 m und den sechsten Rang über 10000 m. In der Saison 2005/06 wurde er erneut russischer Meister über 10000 m und errang bei den Olympischen Winterspielen 2006 in Turin den 17. Platz über 5000 m. Seinen letzten Weltcup absolvierte er im Februar 2007 in Erfurt, welchen er in der B-Gruppe auf dem achten Platz über 10000 m beendete.

## Erfolge

### Olympische Spiele
- 1998 Nagano: 22. Platz 5000 m
- 2002 Salt Lake City: 27. Platz 5000 m
- 2006 Turin: 17. Platz 5000 m

### Einzelstrecken-Weltmeisterschaften
- 1997 Warschau: 6. Platz 10000 m
- 2003 Berlin: 5. Platz 10000 m
- 2004 Seoul: 10. Platz 10000 m
- 2005 Inzell: 6. Platz 10000 m, 16. Platz 5000 m

### Europameisterschaften
- 1996 Heerenveen: 20. Platz Großer-Vierkampf

## Persönliche Bestzeiten
| Disziplin | Zeit         | Datum             | Ort            |
| --------- | ------------ | ----------------- | -------------- |
| 500 m     | 39,80 s      | 10. August 2001   | Calgary        |
| 1000 m    | 1:20,43 min  | 11. Februar 2005  | Diwnogorsk     |
| 1500 m    | 1:52,98 min  | 10. August 2001   | Calgary        |
| 3000 m    | 3:52,78 min  | 10. August 2001   | Calgary        |
| 5000 m    | 6:19,98 min  | 19. November 2005 | Salt Lake City |
| 10000 m   | 13:14,45 min | 4. Dezember 2005  | Heerenveen     |